# Vale de Bouro
Vale de Bouro ist eine Gemeinde (Freguesia) im portugiesischen Kreis Celorico de Basto. In ihr leben 818 Einwohner (Stand 19. April 2021).